# Faiveley Transport Schwab
Die Faiveley Transport Schwab AG ist ein Schweizer Schienenfahrzeugzulieferer mit Sitz in Schaffhausen. Das Unternehmen ist spezialisiert in der Entwicklung, Herstellung und Verkauf von Kupplungen, Eisenbahnpuffern, Zugvorrichtungen sowie Federelementen für Schienenfahrzeuge. 

## Geschichte
Die Wurzeln des Unternehmens gehen auf den Dezember 1912 zurück, als spezialisiertes Büro für den Bereich Verkehrstechnik, innerhalb des Giessereikonzerns Georg Fischer (+GF+). Im Jahre 1914 wurden die ersten Kupplungen entwickelt. Im Jahre 1965 wurde die halbautomatische +GF+-Kupplung entwickelt und vermarktet. 1973 wurden Puffer und Zugvorrichtungen ins Sortiment aufgenommen.
Per 1. November 1993 wurde der Bereich «Verkehrstechnik Schiene» aus dem Georg-Fischer-Konzern herausgelöst und als Georg Fischer Verkehrstechnik AG zu einer rechtlich selbständigen Konzerntochter. Der Rückzug von GF aus diesem Geschäft erfolgte im November 1998 mit dem Verkauf des Tochterunternehmens an die Schwab Holding, unter Umbenennung zu Schwab Verkehrstechnik AG. Zum Zeitpunkt der Übernahme beschäftigte das Unternehmen 19 Mitarbeiter und erwirtschaftete einen Umsatz von 12 Mio. Schweizer Franken.
1999 wurde eine gashydraulische Feder speziell für Puffer und Kupplungen entwickelt. Aufgrund der wachsenden Anfrage nach einem Kupplungssystem, welches den Entkuppelvorgang sogar unter Zugkraft ermöglicht, wurde 2000 die vollautomatische Schwab-Kupplung vom Typ FK entwickelt. 2005 wurde die Scharfenberg-kompatible Kupplung vom Typ 10 entwickelt.
Nach Bekanntgabe im Januar 2009 wurde im September 2009 die «Schwab Verkehrstechnik AG» (unter Beibehaltung und Übertragung des Unternehmensnamens) von der Abas Rail Holding AG übernommen, einer Mehrheitsbeteiligung des Private-Equity-Unternehmens Cross Equity Partners AG (geführt von Markus Reich und Michael Petersen), mit der Schwab Holding AG (geführt von Peter Kofmel) als Minderheitsaktionärin.
Am 17. Mai 2013 wurde bekanntgegeben, dass Cross Equity ihre Mehrheitsbeteiligung an der «Schwab Verkehrstechnik AG» an die Faiveley Transport SA verkauft, was im Juli 2013 vollzogen wurde. Organisatorisch wurde die «Schwab Verkehrstechnik AG» der Sparte Safety & Brakes angegliedert. Das Unternehmen beschäftigte Ende 2013 47 Mitarbeiter, darunter 9 in der Entwicklungs- und Konstruktionsabteilung. Im Mai 2015 erfolgte die Umbenennung in Faiveley Transport Schwab AG. Im ersten Halbjahr 2017 wurde der Mutterkonzern Faiveley für rund 1,5 Mrd. US-Dollar von der Westinghouse Air Brake Technologies Corporation (Wabtec Corporation) aufgekauft.

## Kupplungen
- Handgekuppelte Mittelpufferkupplungen für Schmalspurfahrzeuge und Straßenbahnen.
- Automatische Mittelpufferkupplungen
- Automatische Zugkupplungen für Güterwagen
- Rangierkupplungen
- Kurzkupplungen

## Puffer (nach UIC)
- A-Kategorie
- C-Kategorie
- L-Kategorie
- 1g
- Puffer für Reisezugwagen